# Сартирана Ломелина
Сартирана Ломелина (итал. Sartirana Lomellina) је насеље у Италији у округу Павија, региону Ломбардија.
Према процени из 2011. у насељу је живело 1672 становника. Насеље се налази на надморској висини од 99 м.

## Становништво
Према резултатима пописа становништва 2011. у општини је живело 1.760 становника.
| 1931. | 1936. | 1951. | 1961. | 1971. | 1981. | 1991. | 2001. | 2011. |
| ----- | ----- | ----- | ----- | ----- | ----- | ----- | ----- | ----- |
| 3.390 | 3.253 | 3.257 | 2.960 | 2.353 | 2.092 | 1.938 | 1.900 | 1.760 |

## Партнерски градови
- Бленвил сир Орн